# Stazione di Kinshichō
La stazione di Kinshichō (錦糸町駅?, Kinshichō-eki) è una stazione ferroviaria di Tokyo che serve le linee Chūō-Sōbu e Sōbu Rapida della JR East e la linea Hanzōmon della metropolitana di Tokyo.

## Linee

### Treni
- East Japan Railway Company
  - ■ Linea Chūō-Sōbu
  - ■ Linea Sōbu Rapida

### Metropolitana
- Tokyo Metro
  -  Linea Hanzōmon

## Struttura

### Stazione JR
La stazione è dotata di due banchine centrali a isola con quattro binari in superficie.
| 1 | ■ Linea Chūō-Sōbu   | per Akihabara, Shinjuku e Mitaka             |
| 2 | ■ Linea Chūō-Sōbu   | per Shin-Koiwa, Funabashi, Tsudanuma e Chiba |
| 3 | ■ Linea Sōbu Rapida | per Tokyo, Yokohama e Kamakura               |
| 4 | ■ Linea Sōbu Rapida | per Chiba, Narita, Ohara, e Kisarazu         |

### Stazione Tokyo Metro
La stazione della metropolitana è sotterranea con una piattaforma a isola centrale.
| 1 | Linea Hanzōmon | per Ōtemachi, Shibuya e Chūō-Rinkan  |
| 2 | Linea Hanzōmon | per Oshiage, Kuki e Minami-Kurihashi |

## Stazioni adiacenti
| «                 | Servizio          | »                 |
| Linea Sōbu Rapida | Linea Sōbu Rapida | Linea Sōbu Rapida |
| ----------------- | ----------------- | ----------------- |
| Bakurochō         | Rapido            | Shin-Koiwa        |
| Bakurochō         | Rap. pendolari    | Funabashi         |
| Linea Chūō-Sōbu   |                   |                   |
| Ryōgoku           | Locale            | Kameido           |
| Linea Hanzōmon    |                   |                   |
| Sumiyoshi         | Locale            | Oshiage           |